# العقورين (القبيطة)

تعديل مصدري - تعديل

العقورين هي إحدى قرى عزلة اليوسفين بمديرية القبيطة التابعة لمحافظة لحج، بلغ تعداد سكانها 379 نسمة حسب تعداد اليمن لعام 2004.